# Ernesto Milà Rodríguez
Ernesto Milà Rodríguez (Barcelona, 1952) és un escriptor i analista espanyol.

## Biografia

### Del Partit Espanyol Nacional Socialista (PENS) a la presó de La Santé
Com a activista polític, va iniciar la seva carrera política en l'organització nacional-socialista Partit Espanyol Nacional Socialista (PENS). En col·laboració amb el SECED franquista, el grup va atemptar entre altres contra el taller Picasso i publicacions com el de la Gran Enciclopèdia Catalana i El Cérvol, segons relatà l'historiador Xavier Casals Meseguer al llibre Els neonazis a Espanya (Editorial Grijalbo, 1995).
Milà es va afiliar al Cercle José Antonio de Barcelona i després va passar a Fuerza Nueva el 1975, dirigida per Blas Piñar, on va ser expulsat el 1977 per haver contret matrimoni civil i per diferències ideològiques de signe racista, participant primer en el Front Nacional de la Joventut fundat per Ramón Graells Bofill a Barcelona, que després es va fusionar amb el Front de la Joventut compost per dissidents de Força Nova, liderat per Juan Ignacio González, a Madrid.
El 1980, va marxar a París, després de produir-se una manifestació de la formació neonazi Front de la Joventut, en la qual es va assaltar la seu de la UCD. Detingut a França per ser sospitós d'atemptar contra la sinagoga del carrer Copèrnic, va ser condemnat a tres mesos de presó per ús de documentació falsa, condemna que va complir a la Presó de la Santé de París. Des de la presó, va enviar una carta demanant perdó a Blas Piñar i assegurant que havia tornat a la fe catòlica, segons mostrà amb la documentació pertinent el mateix Blas Piñar a Escrito para la historia (Editorial Fuerza Nueva Editorial, 2000).
El gener de 1981 amb Milà fugit d'Espanya, més de trenta militants del Front de la Joventut van ser detinguts per la policia acusats d'activitats terroristes, entre altres atemptats van ser acusats de col·locar una bomba a Madrid per la qual va morir una persona i altres nou van resultar ferides. El partit es va dissoldre el 29 d'agost de 1982.

### Klaus Barbie, detencions i condemnes de presó
Des de França va marxar a Llatinoamèrica. En països llatinoamericans, va tenir relació amb dictadures militars de divers signe i particularment amb la dictadura de Luis García Meza Tejada a Bolívia, vinculada amb el criminal nazi escapolit Klaus Barbie i el terrorista neofeixista italià Stefano Delle Chiaie, relació reconeguda pel mateix Milà a l'escriptor Manuel Vázquez Montalbán i recollida en el llibre Mis almuerzos con gente inquietante (Planeta, 1984).
De retorn a Espanya el 1983, va ser detingut per la Policia a la frontera espanyola per a complir la condemna per l'assalt a la seu de la UCD.
El diari El País del 22 de febrer de 1983 va informar de l'ingrés a la presó de Carabanchel de Milà i Rafael Tormo Acosta després de la seva detenció a la frontera espanyola. Ferrán Sales, en El País del 14 d'abril de 1983, va informar de l'escrit de l'esposa d'Ernesto Milà en el qual demanava la seva llibertat.
El 1985, Milà estava fugit de la justícia espanyola. El 3 d'octubre de 1985 El País informava d'una nova detenció a Barcelona d'Ernesto Milá per part de la Policia i del seu trasllat immediat a la Presó Model de Barcelona, a fi que complís la condemna de dos anys de presó per la manifestació il·legal que va assaltar la seu de la UCD el 1980.

### Ultra esotèric ixaman
En sortir de la presó, Milà va fundar la revista Disidencias, després d'haver participat en la fundació de Juntes Espanyoles amb el director del diari l'Alcázar, Antonio Izquierdo. Va dirigir en aquest temps Edicions Alternativa que va publicar les primeres traduccions de les obres de Julius Evola, pseudònim del baró Giulio Cessés Andrea Evola, esoterista i ideòleg del neofeixisme italià. També se'l recordaria per traduir a l'italià una edició del pamflet antisemita Protocols dels Savis de Sion, un libel apòcrif creat per la Ojrana (policia secreta de l'Imperi Rus tsarista) per a justificar els pogroms contra els jueus.
L'any 2000 es va integrar a Democràcia Nacional, fins que se'n va desvincular el 2004 després de ser escollit Manuel Canduela com a president del partit.
Ha col·laborat en diversos mitjans i publicacions, encara que predominant els esotèrics i ocultistes. Ha publicat al mateix temps en revistes com L'Alcázar.
Va ser cap de redacció en la revista Saber Más, distribuïda el 1997 amb l'edició d'El Mundo a Catalunya. D'aquí va passar a cap de redacció de Nuevos Horizontes, dirigida per Sebastià-Daniel Arbonés Subirats i després a la revista Seguridad.
Entre les seves últimes entrevistes destaca la concedida a un diari a Lisboa. En tornar a Espanya explicant: "Acabo de tornar de Lisboa (ciutat que un espanyol no pot deixar de visitar) on vaig anar a presentar el llibre "Identitat, patriotisme i arrelament en el segle XXI". De pas, el setmanari "O'Diabo" em va fer una entrevista de dues pàgines que publica en la seva edició d'aquesta setmana".
En els últims anys s'ha aproximat al partit ultradretà Espanya 2000.

### Blog personal
Milà té un blog personal en el qual exposa temes sobre política espanyola, internacional, geopolítica, cultura, economia, immigració, terrorisme, teories conspiratives, cinema, viatges, esoterisme, o la seva visió personal sobre el Marroc, l'Estatut, Zapatero, Maig del 68 o les conspiracions de l'11-S, a més del procés independentista català.

### Visió política contemporània
| «                                                                                     | (castellà) Vivimos una situación muy similar a la de los primeros años de la Revolución Francesa de 1789 o durante el período posterior a la Revolución Soviética de 1917, cuando quienes se sentaban en el poder estaban literalmente asediados y respondieron con el terror, la guillotina y los fusilamientos… Solo que en la actualidad, no somos nosotros quienes afrontamos un período revolucionario, sino el mundialismo y la globalización. En 1989, con la caída del Muro de Berlín y luego con la Guerra de Kuwait, se produjo la primera revolución planetaria que llevó al poder a una nueva doctrina, el neoliberalismo, y a una nueva clase “los señores del dinero”, a través de una estructura de poder económico, el poder financiero. Pero ese nuevo sistema, esa verdadera revolución que empezó en las postrimerías del siglo XXI no funciona bien: esta crisis es la primera crisis de la globalización, el mundo globalizado es inviable porque es excesivamente diverso como para que las partes puedan competir con fair play y siempre, inevitablemente, la globalización arrastrará los salarios a la baja y generará miseria y desertización industrial en la mayor parte del mundo. Los “nuevos revolucionarios” tienen ahora necesidad de acelerar su proyecto de dominio planetario. Por eso están diezmando y acabando con los islotes de resistencia. Son las guerras que los EEUU han emprendido en los últimos quince años y que apuntan contra el corazón de los pueblos libres: son los bombardeos de la OTAN sobre Yugoslavia, son los ataques al régimen de los talibán que se habían estabilizado logrando disminuir la producción de heroína y pacificando el país salvo una pequeña franja del norte, fue el ataque contra Irak (es país de la región que contaba con el mejor sistema educativo y más permisivo que cualquier otro de la zona), fueron las ejecuciones de Milosevic, Saddam, de Gadafi, la fabricación del mito Bin Laden, los asesinatos masivos en autoatentados como el 11-S verdadero casus belli para desencadenar a nivel planetario una “estrategia de lucha contra el terrorismo”, las “primaveras del Este”, las “primaveras árabes” que terminaron siempre en fiascos o en guerra civiles, es la crisis económica creada artificialmente a través de las agencias de ratting y a través de fraudes a gran escala y la promoción deliberada de burbujas económicas, es la destrucción del Estado del Bienestar que apunta contra la nuca de todos nosotros, son las nuevas tecnologías de la sanidad que solamente serán accesibles previo pago para quien se las pueda costear, pero que estarán vedadas a la inmensa mayoría de la población... | (català) Vivim una situació molt similar a la dels primers anys de la Revolució Francesa de 1789 o durant el període posterior a la Revolució Soviètica de 1917, quan els qui s'asseien al poder estaven literalment assetjats i van respondre amb el terror, la guillotina i els afusellaments … Només que actualment, no som nosaltres els qui afrontem un període revolucionari, sinó el mundialisme i la globalització. El 1989, amb la caiguda del Mur de Berlín i després amb la Guerra de Kuwait, es va produir la primera revolució planetària que va portar al poder una nova doctrina, el neoliberalisme, i una nova classe “els senyors dels diners”, a través de una estructura de poder econòmic, el poder financer. Però aquest nou sistema, aquesta veritable revolució que va començar a les acaballes del segle XXI no funciona bé: aquesta crisi és la primera crisi de la globalització, el món globalitzat és inviable perquè és excessivament divers perquè les parts puguin competir amb fair play i sempre, inevitablement, la globalització arrossegarà els salaris a la baixa i generarà misèria i desertització industrial a la major part del món. Els “nous revolucionaris” ara tenen necessitat d'accelerar el seu projecte de domini planetari. Per això estan delmant i acabant amb els illots de resistència. Són les guerres que els EUA han emprès els darrers quinze anys i que apunten contra el cor dels pobles lliures: són els bombardejos de l'OTAN sobre Iugoslàvia, són els atacs al règim dels talibans que s'havien estabilitzat aconseguint disminuir la producció de heroïna i pacificant el país excepte una petita franja del nord, va ser l'atac contra l'Iraq (és país de la regió que comptava amb el millor sistema educatiu i més permissiu que qualsevol altre de la zona), van ser les execucions de Milosevic, Saddam, de Gaddafi, la fabricació del mite Bin Laden, els assassinats massius en autoatemptats com l'11-S veritable casus belli per desencadenar a nivell planetari una “estratègia de lluita contra el terrorisme”, les “primaveres de l'Est”, les “primaveres àrabs” que van acabar sempre en fiascos o en guerra civils, és la crisi econòmica creada artificialment a través de les agències de ratting ia través de fraus a gran escala i la promoció deliberada de bombolles econòmiques, és la destrucció de l'Estat del Benestar que apunta contra el clatell de tots nosaltres, són les noves tecnologies de la sanitat que només seran accessibles previ pagament per a qui se les pugui costejar, però que estaran vedades a la immensa majoria de la població... | » |
| — O Gran Acuerdo o Dictadura , INFOKRISIS, el blog de Ernest Milà (5 de maig de 2012) | | |   |

### Llibres publicats
- Ultramemorias, Retrato Pintoresco de 40 Años de Extrema Derecha. Editorial: EMINVES 2011, Volumen I: ISBN 978-84-615-1921-7; Volumen II: ISBN 978-84-615-6454-5
- El Misterio Gaudí (con el seudónimo de "Ernesto Cadena"). Ediciones Acervo 1978, ISBN 84-270-1930-0
- Los Marginales (con el seudónimo de "Ernesto Cadena"). Ediciones Acervo 1978, ISBN 84-7002-252-0
- Thule - La Cultura de la otra Europa (como uno de los dos "coordinadores" de la obra y autor de varios artículos). Segunda Edición: Ediciones Titania, 2008, Dep. Leg. M-43076-2008
- Nazisme et esotérisme (en francés), Editions Pardés, Puiseaux 1990, ISBN 2-86714-078-1
- El Misterio Gaudí, Editorial Martínez Roca, Barcelona 1994, ISBN 84-270-1930-0
- Guía de la Barcelona Mágica, Editorial Martínez Roca, Barcelona 1995 (3ª Edición en 2008), ISBN 84-270-1977-7
- Guía de los Cátaros, Editorial Martínez Roca, Barcelona 1998, ISBN 84-270-2329-4
- Dalí entre Dios y el Diablo, Editorial PYRE, Barcelona, 2002, ISBN 84-932356-2-8
- La Gran Mentira: 11 de septiembre de 2001 (con el seudónimo de "León Klein"; la 2ª edición de esta obra en 2004, lleva el nombre del autor), Editorial PYRE, Barcelona 2002, ISBN 84-932356-1-X
- Las claves del fenómeno Le Pen (con el seudónimo de "Hervé Blanchart"), Editorial PYRE, Barcelona 2002, ISBN 84-932356-4-4
- El Enemigo del Sur (con el seudónimo de "León Klein"), Editorial PYRE, Barcelona 2002, ISBN 84-932356-5-2
- El Libro Negro de la Inmigración (con el seudónimo de "León Klein"), Editorial PYRE, Barcelona 2003, ISBN 84-932356-7-9
- 11-M: Los perros del infierno, Editorial PYRE, Barcelona 2004, ISBN 84-933678-5-0
- Marruecos: la amenaza. Editorial PYRE, Barcelona 2005, ISBN 84-934118-4-1
- Gaudí y la Masonería, Ernesto Milà, Barcelona 2005, ISBN 84-934118-2-5
- ¿Fumas porros gilipollas? (con el seudónimo de "Rafael Pí"), Barcelona 2004 (2ª Edición 2005), ISBN 84-933678-1-8
- ¿Aún votas merluzo? (con el seudónimo de "Pol Ubach"), Barcelona 2004 (2ª Edición 2005), ISBN 84-933678-3-4
- Manual del divorciado (con el seudónimo de "Pol Ubach"), Barcelona 2005, ISBN 84-934118-1-7
- Los Gays vistos por un hétero (con el seudónimo de "Rafael Pi"), Barcelona 2005, ISBN 84-934118-0-9
- La depresión y la madre que la parió (con el seudónimo de "Rafael Pi"), Barcelona 2005, ISBN 84-934118-5-X
- Manual de Lucha Política, Ediciones Identidad, Dep. Leg. SE-7252-2008
- MILITIA, las bases de la tradición guerrera, Ediciones Identidad Dep. Leg. SE-7251-2008
- Estudio sobre la Masonería, 2011, RHF
- José Antonio y los no conformistas. Personalismo y Revolución Nacional a los dos lados de los Pirineos, Editorial EMinves, 2013
- Ramiro Ledesma a contraluz. Por una comprensión integral de su vida y de su obra, Editorial EMinves, 2014
- Teoría del mundo cúbico. Riesgos y destino de la globalización, Editorial EMinves, 2014
- Escritos sobre antisemitismo. Realidad y ficción de la "cuestión judía", Editorial EMinves, 2015
- Manual del candidato. Elecciones municipales 2015, Editorial EMinves, 2015
- MILICIA. El libro de la tradición guerrera, Editorial EMinves, 2015
- José Antonio a contraluz. Problemas de la historia de Falange Española, Editorial EMinves, 2015